# Индустријска зона Форно Алјоне (Бреша)
Индустријска зона Форно Алјоне је насеље у Италији у округу Бреша, региону Ломбардија.
Према процени из 2011. у насељу је живело 32 становника. Насеље се налази на надморској висини од 476 м.